# Guru Dutt
Guru Dutt nato Guru Dutt Padukone (Bangalore, 19 luglio 1925 – Bangalore, 10 ottobre 1964) è stato un regista, attore e produttore cinematografico indiano.

## Biografia
Affermatosi come attore, Guru Dutt iniziò la carriera di regista a Bombay, dove fondò una sua casa di produzione. Ottenuta una grande notorietà con Sete eterna (1957), Dutt diresse nel 1959 Fiori di carta, primo film indiano in cinemascope che non ebbe però alcun successo, così come Il signore, la signora e la domestica (1962), del quale fu solo produttore. 
Guru Dutt morì nel 1964 per overdose di tranquillanti.

## Opera
Pur senza allontanarsi dalle forme convenzionali del cinema hindi, Guru Dutt ne rinnovò in parte i contenuti attraverso l'introduzione di strutture tematiche ispirate alla cinematografia europea e americana. 
Ne sono un esempio la denuncia dello sfruttamento della prostituzione in Sete eterna e la rappresentazione del fallimento e del declino fisico e psicologico del protagonista di Fiori di carta.

## Filmografia
Regie
- Gioco d'azzardo  (Baazi) (1951)
- La rete  (Jaal) (1952)
- Lo squalo  (Baaz) (1953)
- Attraverso il cuore  (Aar Paar) (1954)
- Mr. & Mrs.  (1955)
- Sailaab  (1956)
- Sete eterna  (Pyaasa) (1957)
- Fiori di carta (Kaagaz ke Phool) (1959)

Produzioni
- Sete eterna  (Pyaasa) (1957)
- Fiori di carta (Kaagaz ke Phool) (1959)
- Il signore, la signora e la domestica  (Sahib, Bibi aur Ghulam) (1962)